# Martînivka, Djankoi
Martînivka (în ucraineană Мартинівка) este un sat în comuna Zavito-Leninskîi din raionul Djankoi, Republica Autonomă Crimeea, Ucraina.

## Demografie
Componența lingvistică a localității Martînivka
     Rusă (60,48%)
     Ucraineană (22,78%)
     Tătară crimeeană (14,06%)
     Alte limbi (0,98%)
Conform recensământului din 2001, majoritatea populației localității Martînivka era vorbitoare de rusă (60,48%), existând în minoritate și vorbitori de ucraineană (22,78%) și tătară crimeeană (14,06%).